# Parque provincial Cruce Caballero

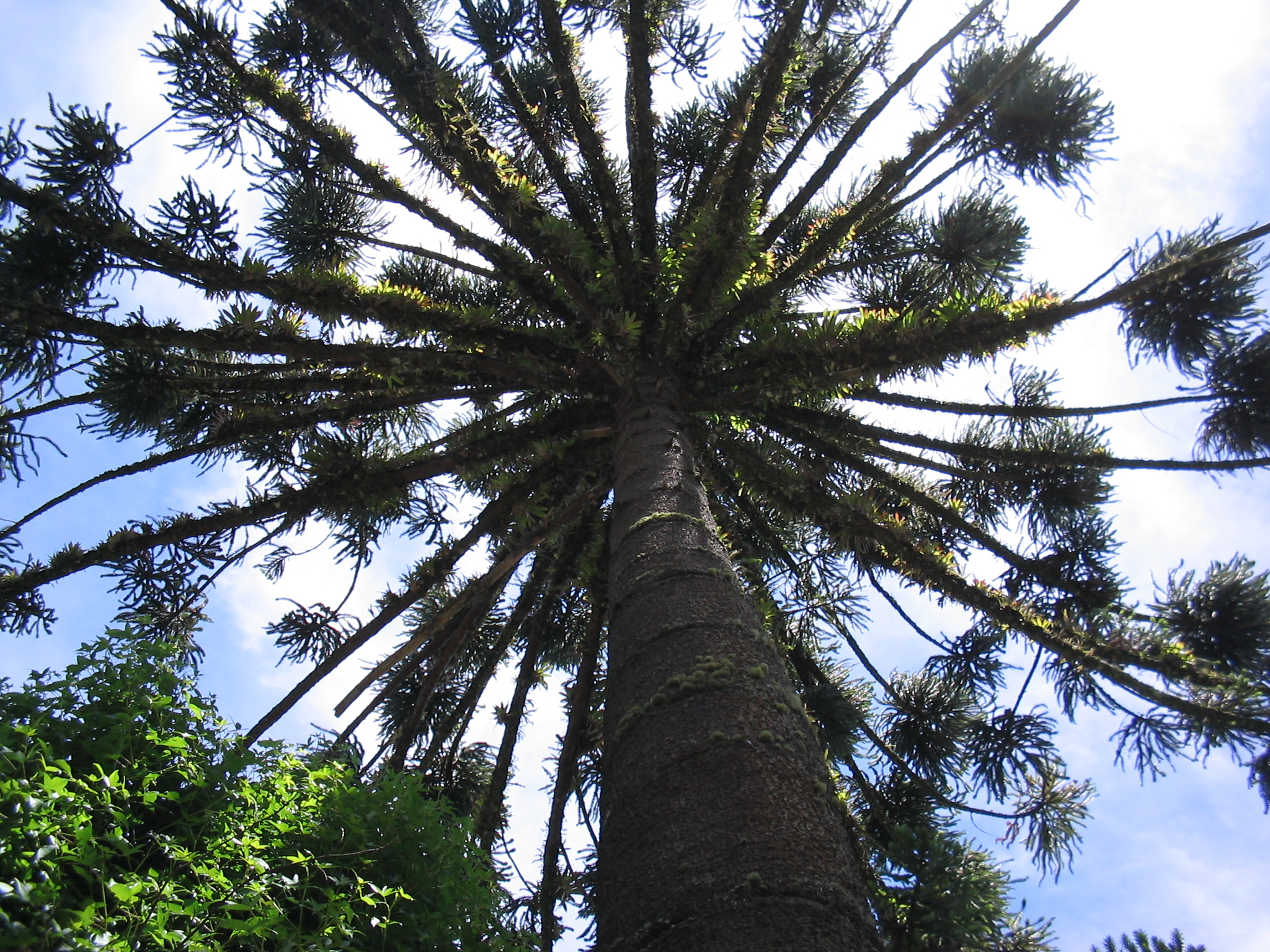
El pino paraná o curí (Araucaria angustifolia), árbol clave en esta área protegida.

El parque provincial Cruce Caballero es un área natural protegida de la provincia argentina de Misiones, en el departamento San Pedro, en cercanías de la localidad de Cruce Caballero.
Ocupó inicialmente una superficie de 434 ha 45 a 27 ca. El objetivo de su creación fue proteger un grupo de ejemplares de pino paraná (Araucaria angustifolia), única conífera nativa de la ecorregión, destinando el espacio a actividades educativas y científicas.
El parque está ubicado en torno a la posición 26°28′S 53°58′O / -26.467, -53.967. Desde el punto de vista fitogeográfico pertenece a la ecorregión selva paranaense.
Fue creado en 1991 a través de la ley provincial n.º 2876, en la cual se establecía la superficie y límites del área protegida.

(...) siendo sus límites:
 Al Noroeste: Líneas Barilari en medio, con tierras privadas.
 Al Nordeste: Con el Lote Catastral número 39, camino en medio con los Lotes Catastrales números 32 y 33 de la Sección X.
 Al Sudeste: Camino en medio, con los Lotes Catastrales números 31 y 30 de la Sección X, Lotes Catastrales números 29 y 28 de la Sección X y el Lote Catastral número 18 de la Sección IX.
 Al Sudoeste: Con el Lote Catastral número 19 de la Sección IX y los Lotes Catastrales números 34, 35 y 37 de la Sección X.

Posteriormente se anexaron algunos terrenos colindantes y en la actualidad la superficie del parque alcanza a 522 ha.
El parque Cruce Caballero forma parte de la red de la áreas importantes para la conservación de las aves (AICAs) de la Argentina.

## Flora
La vegetación incluye espacios de selva de laurel, —las especies de laurel típicas de la selva misionera son el Laurel blanco (Cordia alliodora), el canela (Nectandra lanceolata) y negro (Nectandra megapotamica)—, guatambú (Balfourodendron riedelianum) y pino paraná (Araucaria angustifolia). El grupo de ejemplares de esta última especie presentes en el área fue conservado durante muchos años para la obtención de semillas. Por este motivo presentan un muy buen grado de conservación.

Entre la variedad de especies vegetales de la zona se han identificado ejemplares de timbó (Enterolobium contortisiliquum), alecrín (Holocalyx balansae), ibirapitá (Peltophorum dubium), ambay guazú (Didymopanax morototoni), cedro (Cedrela fissilis), yerba mate (Ilex paraguariensis), cancharana (Cabralea canjerana), anchicos (Parapiptadenia rigida), (Albizzia hassleri), guayaibí (Patagonula americana) y algunos ejemplares del amenazado chachí manso (Dicksonia sellowiana).

## Fauna
En el parque se ha registrado la presencia de ejemplares de zorro de monte (Cerdocyon thous), hurón mayor (Eira barbara), coatí (Nasua nasua), comadreja grande (Didelphis aurita), marmosa cenicienta (Marmosa demerarae), tapetí (Sylvilagus brasiliensis), mono caí (Cebus apella), agutí bayo (Dasyprocta azarae), víbora de coral (Micrurus altirostris), lagarto overo (Salvator merianae) y rana criolla (Leptodactylus latrans).
La zona es hábitat de una colonia de monos aulladores carayá rojo (Alouatta guariba). Esta especie fue declarada Monumento de Fauna provincial debido a su carácter de especie en peligro en el ámbito nacional.
El parque Cruce Caballero se destaca por su riqueza ornitológica. En el marco de un estudio sistemático de la zona, se produjeron avistamientos de algunas aves vulnerables, amenazadas o simplemente raras o escasas. Se registraron ejemplares de macuco (Tinamus solitarius), yacutinga (Pipile jacutinga), águila crestuda negra (Spizaetus tyrannus), maracaná lomo rojo (Primolius maracana), loro vinoso (Amazona vinacea), lechuza listada (Strix hylophila), atajacaminos ocelado (Nyctiphrynus ocellatus), alilicucu orejudo (Megascops sanctaecatarinae), arasarí banana (Pteroglossus bailloni), carpintero cara canela (Dryocopus galeatus), coludito de los pinos (Leptasthenura setaria) y tacuarero (Clibanornis dendrocolaptoides), entre otros.
Las condiciones del ecosistema crean un ambiente favorable para la proliferación de mariposas, de las cuales, según algunos informes, se han identificado más de medio centenar de variedades. Entre las mariposas observadas se encuentran las porá (Morpho helenor), las alas sangrantes (Biblis hyperia), las ochenta y ocho (Diaethria clymena) y terciopelo manchado (Catonephele numilia). entre otras.